# 栗原敦
栗原 敦（くりはら あつし、1946年10月9日 - ）は、日本近代文学研究者。実践女子大学教授。英文学者の栗原裕は兄。

## 略歴
群馬県渋川市生まれ。1970年、東京教育大学文学部国文科を卒業後、1972年同大学院修士課程を修了し、立正女子大学(現・文教大学) 専任講師となる。1977年、金沢大学法文学部専任講師、1980年助教授。1982年実践女子大学文学部助教授を経て、教授となる。
金沢大学在勤当時に、同大学図書館所蔵の暁烏敏文庫に、宮沢賢治の父である宮沢政次郎から暁烏に送られた書簡が残っていることを発見して、1981年に『宮沢賢治周辺資料 : 金沢大学暁烏文庫蔵 暁烏敏宛 宮沢政次郎書簡集』として刊行した。これ以降賢治の研究で複数の著作を刊行し、『【新】校本 宮澤賢治全集』（筑摩書房、1996年 - 2009年）の編纂委員も務めた。1992年、『宮沢賢治 透明な軌道の上から』でやまなし文学賞受賞。花巻市の設立した「宮沢賢治学会イーハトーブセンター」代表理事を2012年より務める（2014年まで）。
また、賢治の周辺人物でもある斎藤宗次郎の日記を、山折哲雄との共編で刊行した。

## 著書
- 『宮沢賢治 透明な軌道の上から』新宿書房、1992年
- 『詩が生まれるところ』蒼丘書林、2000年
- 『宮沢賢治』日本放送出版協会 NHKカルチャーアワー 文学探訪、2005年

### 共編著
- 小沢俊郎『宮沢賢治論集』全3巻 杉浦静共編 有精堂出版、1987年
- 『宮沢賢治 童話の宇宙』編 有精堂出版 日本文学研究資料新集、1990年
- 『向田邦子・映画の手帖 二十代の編集後記より』上野たま子共編 徳間書店、1991年
- 『宮沢賢治入門』分銅惇作共編 筑摩書房、1992年
- 斎藤宗次郎『二荊自叙伝 大正10年-15年』山折哲雄共編 岩波書店、2005年
- 『新編宮澤賢治歌集』杉浦静共編 蒼丘書林、2006年
- 『図説宮澤賢治』天沢退二郎・杉浦静共編 ちくま学芸文庫、2011年